# Sivasagar (Distrikt)
Der Distrikt Sivasagar (assamesisch শিৱসাগৰ জিলা) ist ein Verwaltungsdistrikt im indischen Bundesstaat Assam. Sitz der Verwaltung ist die gleichnamige Stadt Sivasagar.

## Geografie
Der Distrikt liegt im Osten von Assam. Er grenzt im Nordwesten, Norden und Nordosten an den Distrikt Dibrugarh, im Osten an den Distrikt Charaideo, im Südosten und Süden an den indischen Bundesstaat Nagaland, im Südwesten und Westen an den Distrikt Jorhat sowie im Westen an den Distrikt Majuli.
Der Distrikt liegt überwiegend in der Tiefebene von Assam südlich des Brahmaputras. Nebst dem Brahmaputra gibt es mehrere längere Flüsse, die den Distrikt durchqueren. Die Bedeutendsten sind der Dikhu und der Jhanji. Das Tierschutzgebiet Pani-Dihing Bird Wildlife Sanctuary liegt im Norden des Distrikts nahe dem Brahmaputra. Fast die gesamte Fläche des Distrikts sind Ebenen, die von zahlreichen Einzelhügeln durchsetzt sind. Es gibt nur wenige kleine Waldflächen. Die Fläche beträgt 1581 km².

## Geschichte
Der Distrikt Sivasagar teilt die Geschichte mit den Nachbardistrikten. Zuerst gehörte er von 350 bis 1140 zum Reich Kamarupa, später zum Königreich Ahom. Ab 1816 stand das Gebiet unter starkem Einfluss von Birma. Nach dem Ersten Anglo-Birmanischen Krieg kam die Region nach dem Vertrag von Yandaboo unter die Herrschaft der Britischen Ostindien-Kompanie. Diese schuf 1839 den Distrikt Sibsagar (Sivasagar), der das Gebiet der heutigen Distrikte Charaideo, Golaghat, Jorhat, Majuli und Sivasagar abdeckte. Bis 1983 blieb dieser ungeteilte Bezirk Sivasagar bestehen. In jenem Jahr spaltete sich der Distrikt Jorhat ab. 1987 wurde Golaghat abgetrennt und zu einem eigenen Distrikt, wodurch sich Fläche und Einwohnerzahl verkleinerten. 2015 wiederholte sich dies mit Charaideo.
Der Distrikt war einst das Zentrum der Ahom-Dynastie, die Teile von Assam für mehr als 600 Jahre beherrschte. Von 1699 bis 1788 war die Stadt Sivasagar (damals Rongpur) die Hauptstadt des Königreich Ahom. Aus der damaligen Zeit sind heute noch diverse Tempel und Stätten erhalten.

## Bevölkerung

### Der Distrikt im Jahr 2022
Vorbemerkung: Alle unten aufgeführte Angaben entsprechen dem Gebietsstand September 2022. Die letzte indische Volkszählung fand 2011 statt. Im August 2015 entstand aus den östlichen Teilen des Distrikts der neue Distrikt Charaideo. Die geplante Volkszählung 2021 wurde wegen einer Pandemie verschoben. Geplant ist sie nun für das Jahr 2023. Alle Zahlen sind Angaben des Office of the Registrar General & Census Commissioner, India Ministry of Home Affairs, Government of India. Dort unter den Rubriken 2011 und Assam und den Auswahlmöglichkeiten Age, Education, Languages, Religion, Scheduled Castes und Scheduled Tribes auffindbar oder den Tabellen der District Census Hand Books (DCHB) Part A und Part B entnommen.

### Einwohnerentwicklung
Die Bevölkerungszunahme zwischen 2001 und 2011 lag bei tiefen 8,74 % oder rund 55.600 Menschen. Die Entwicklung verdeutlicht folgende Tabelle:

### Bedeutende Orte
Im Distrikt gibt es insgesamt nur vier Orte, die als Städte (towns und notified towns) gelten. In diesen Städten wohnen insgesamt 80.373 Menschen oder 11,61 % der Distriktsbevölkerung.

### Volksgruppen
In Indien teilt man die Bevölkerung in die drei Kategorien general population, scheduled castes und scheduled tribes ein. Die scheduled castes (anerkannte Kasten) mit (2011) 34.847 Menschen (5,03 Prozent der Bevölkerung) werden heutzutage Dalit genannt (früher auch abschätzig Unberührbare betitelt). Die scheduled tribes sind die anerkannten Stammesgemeinschaften mit (2011) 37.334 Menschen (5,39 Prozent der Bevölkerung), die sich selber als Adivasi bezeichnen. Zu ihnen gehören in Assam 23 Volksgruppen. Detailzahlen für die einzelnen Stammesgemeinschaften sind nur bis zur Höhe der Distrikte veröffentlicht. Da aber im Distrikt Sivasagar bei der letzten Volkszählung die Miri, Kachari, Deori, Bodo (auch Boro genannt) und Mech fast die gesamte Anzahl der Mitglieder der Stammesgemeinschaften ausmachte, sind diese fünf scheduled tribes wohl auch im heutigen Distrikt dominierend. Die Anteile der scheduled tribes sind in allen Subdivisionen tief. Die Anteile der scheduled tribes sind in den Subdistrikten sehr unterschiedlich. Den niedrigsten Anteil hat der Subdistrikt Amguri (1,09 %) und den höchsten Anteil an Personen in anerkannten Stammesgemeinschaften hat der Subdistrikt Dimow (12,46 %). Die 18.964 Angehörigen der scheduled tribes im Subdistrikt Dimow sind mehr als die Hälfte aller Personen dieser Zuordnung.

## Bildung
Dank bedeutender Anstrengungen steigt die Alphabetisierung. Sie liegt mittlerweile bei rund 84,5 %. Dies ist ein sehr hoher Wert für Indien. Im städtischen Bereich können mehr als 93 Prozent der Männer lesen und schreiben. Auf dem Land bei den Frauen immerhin rund 78 Prozent. Untypisch für indische Verhältnisse sind die geringen Unterschiede zwischen den Geschlechtern und der Stadt-/Landbevölkerung.
Die Werte sind in den Subdistrikten allerdings unterschiedlich. Sie schwanken zwischen 79,66 % (Männer 85,92 % und Frauen 73,06 %) im Subdistrikt Dimow und 91,26 % (Männer 93,88 % und Frauen 88,48 %) im Subdistrikt Sivasagar (Sibsagar). Alle Städte weisen sehr hohe Werte bei der Alphabetisierung auf.
| Alphabetisierung im Distrikt Sivasagar |                   |                   |
| Einheit                                | Volkszählung 2011 | Volkszählung 2011 |
| Einheit                                | Anzahl            | Anteil            |
| GESAMT                                 | 518.743           | 84,49 %           |
| Männer                                 | 279.810           | 88,95 %           |
| Frauen                                 | 238.933           | 79,81 %           |
| STADT GESAMT                           | 66.517            | 91,86 %           |
| Stadt-Männer                           | 35.879            | 93,32 %           |
| Stadt-Frauen                           | 30.638            | 90,21 %           |
| LAND GESAMT                            | 452.226           | 83,51 %           |
| Land-Männer                            | 243.931           | 88,34 %           |
| Land-Frauen                            | 208.295           | 78,48 %           |
| Quelle: Ergebnis der Volkszählung 2011 |                   |                   |

## Verwaltung
Der Distrikt teilt sich heute in die vier Verwaltungsgebiete Amguri, Dimow, Nazira und Sivasagar (auch Sibsagar) auf.

## Wirtschaft
Die wichtigsten Wirtschaftszweige in Sivasagar sind die Ölindustrie, der Teeanbau und der Tourismus. Die Mehrheit der Bevölkerung arbeitet in der Landwirtschaft.